# Ernest Bord
Ernest Bord est un espérantiste français, né le 10 février 1858 à Lalheue (Saône-et-Loire), mort, au même lieu le 23 septembre 1919. 

## Biographie
À Beaune, professeur d'histoire-géographie au lycée, membre du conseil municipal (adjoint) et président du groupe espéranto, il fut un propagandiste actif de l'espéranto
Il fut à l'origine des groupes espéranto de Chalon sur Saône, Mâcon et du Creusot. 
Il enseigna l'espéranto au lycée de Macon, à l'école d'agriculture de Fontaines et aux collèges de filles et de garçons de Beaune. Il fut à l'origine de nombreux échanges épistolaires en particulier entre espérantistes de Beaune et de Ienisseïsk. 

## Photographies

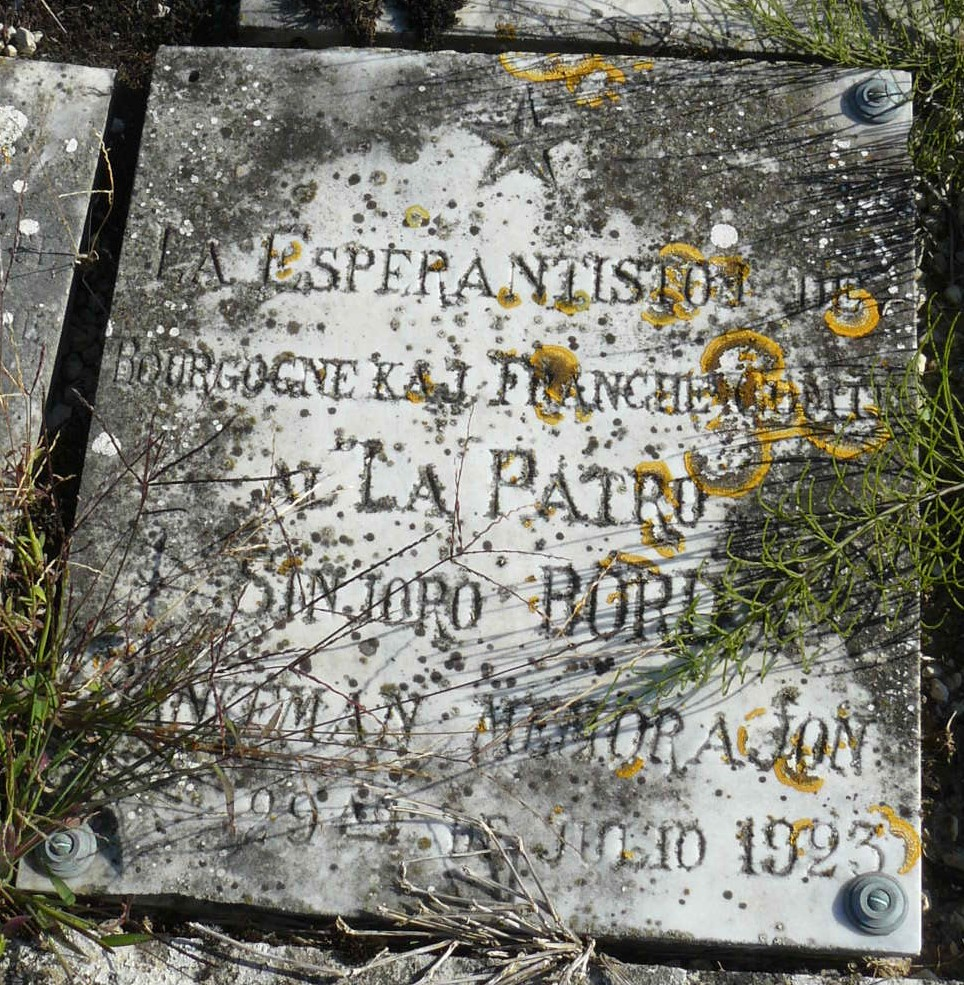
Ernest Bord. Plaque tombale d'hommage des espérantistes de Bourgogne-Franche-Comté.
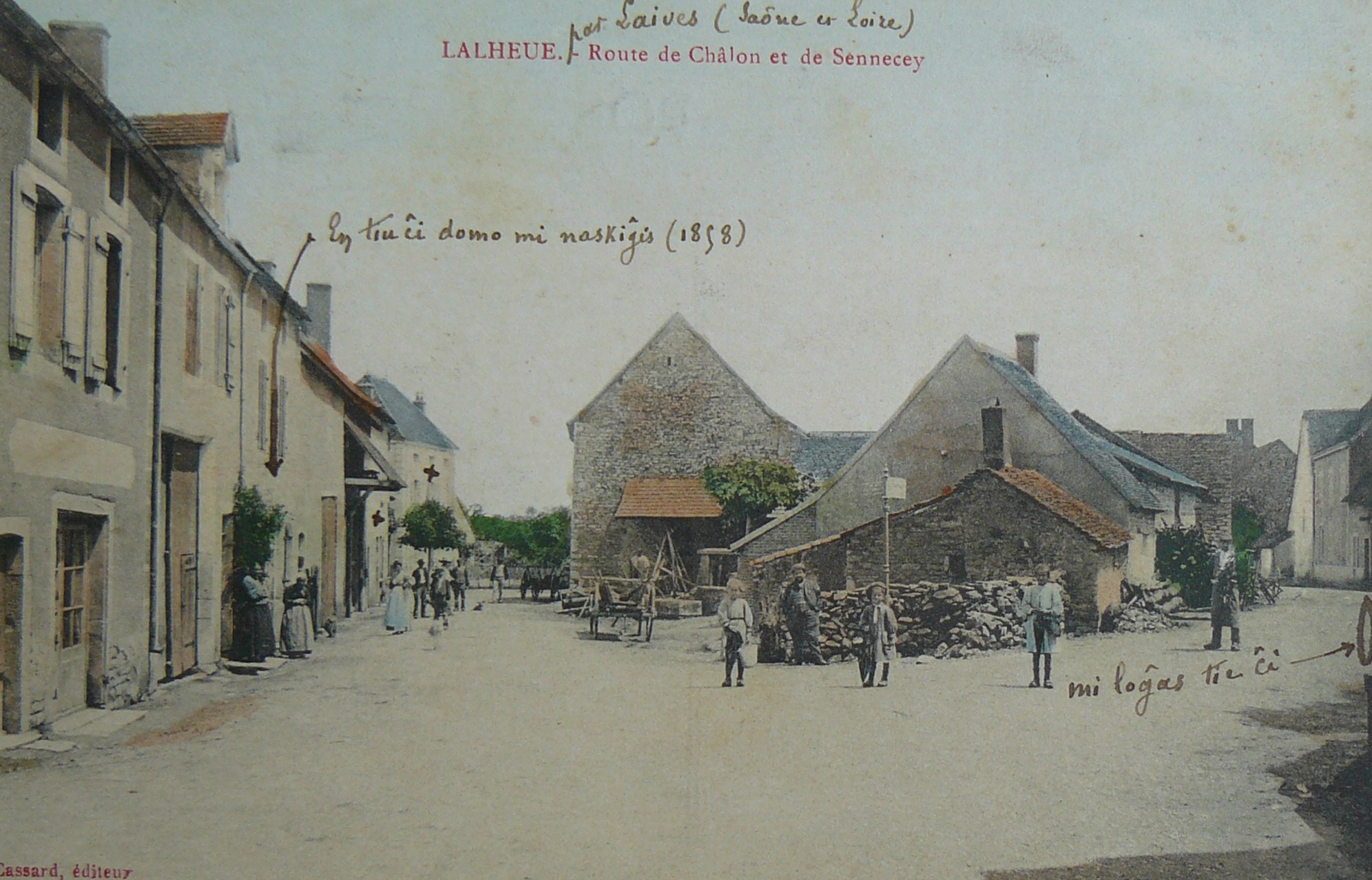
Le village natal d'Ernest Bord au début du XXe siècle avec ses commentaires.
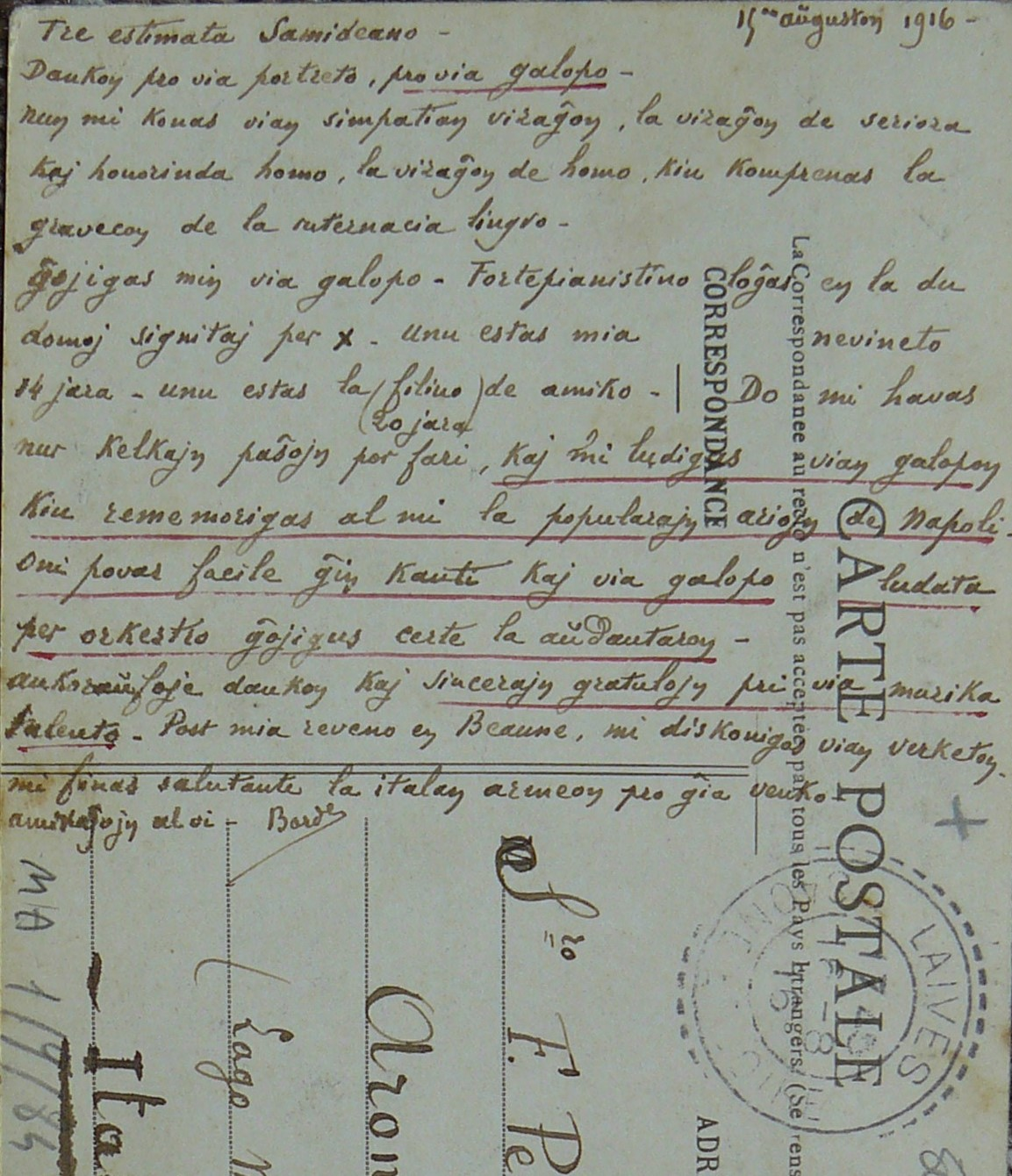
Texte autographe en espéranto, au dos de la carte postale expédiée en 1916 par Ernest Bord.

## Sources
- Enciklopedio de Esperanto (Encyclopédie de l'espéranto) 1934
- Magazine Tra La Mondo (À travers le monde) 1906